# Alface-romana

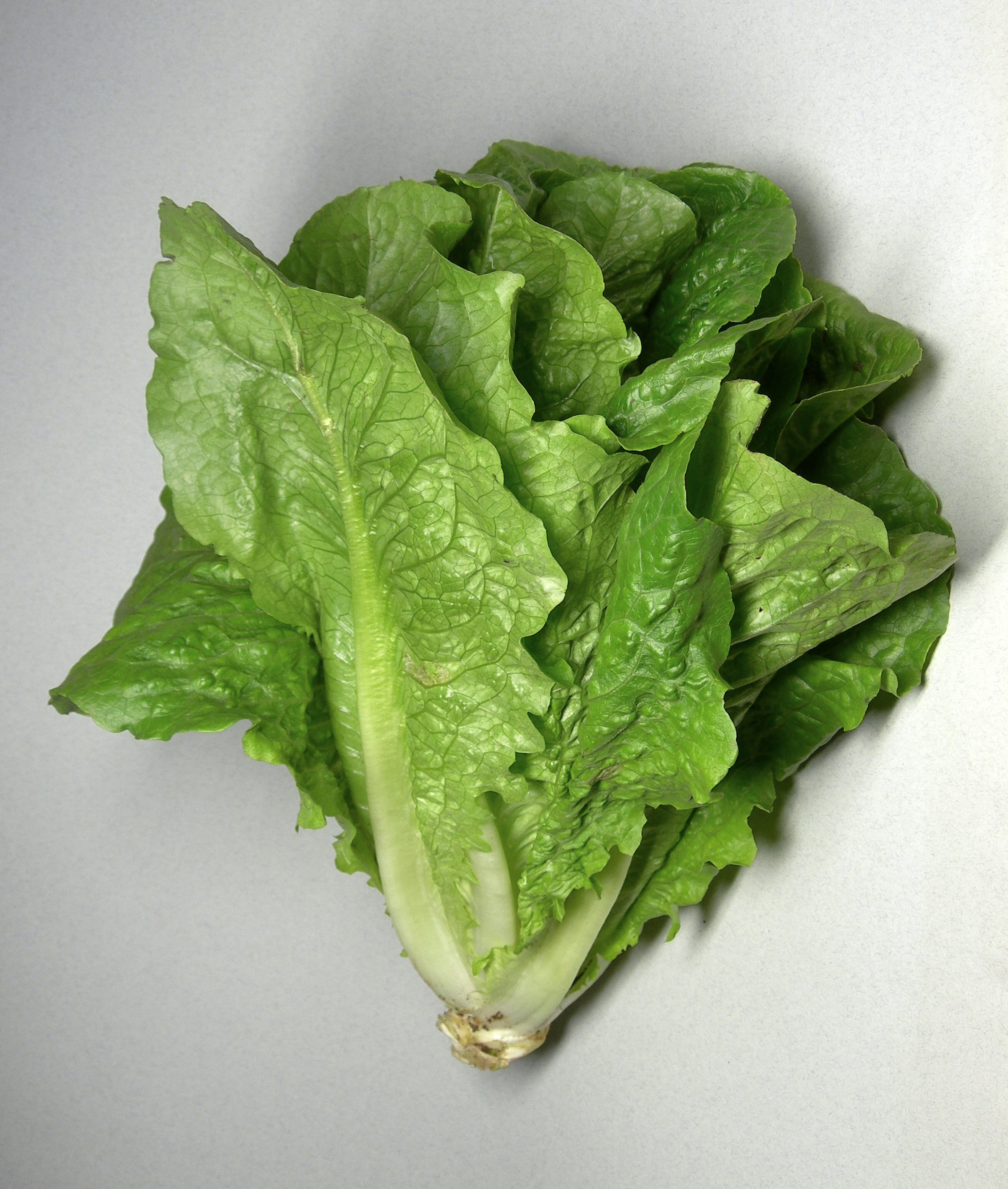
Alface romana.

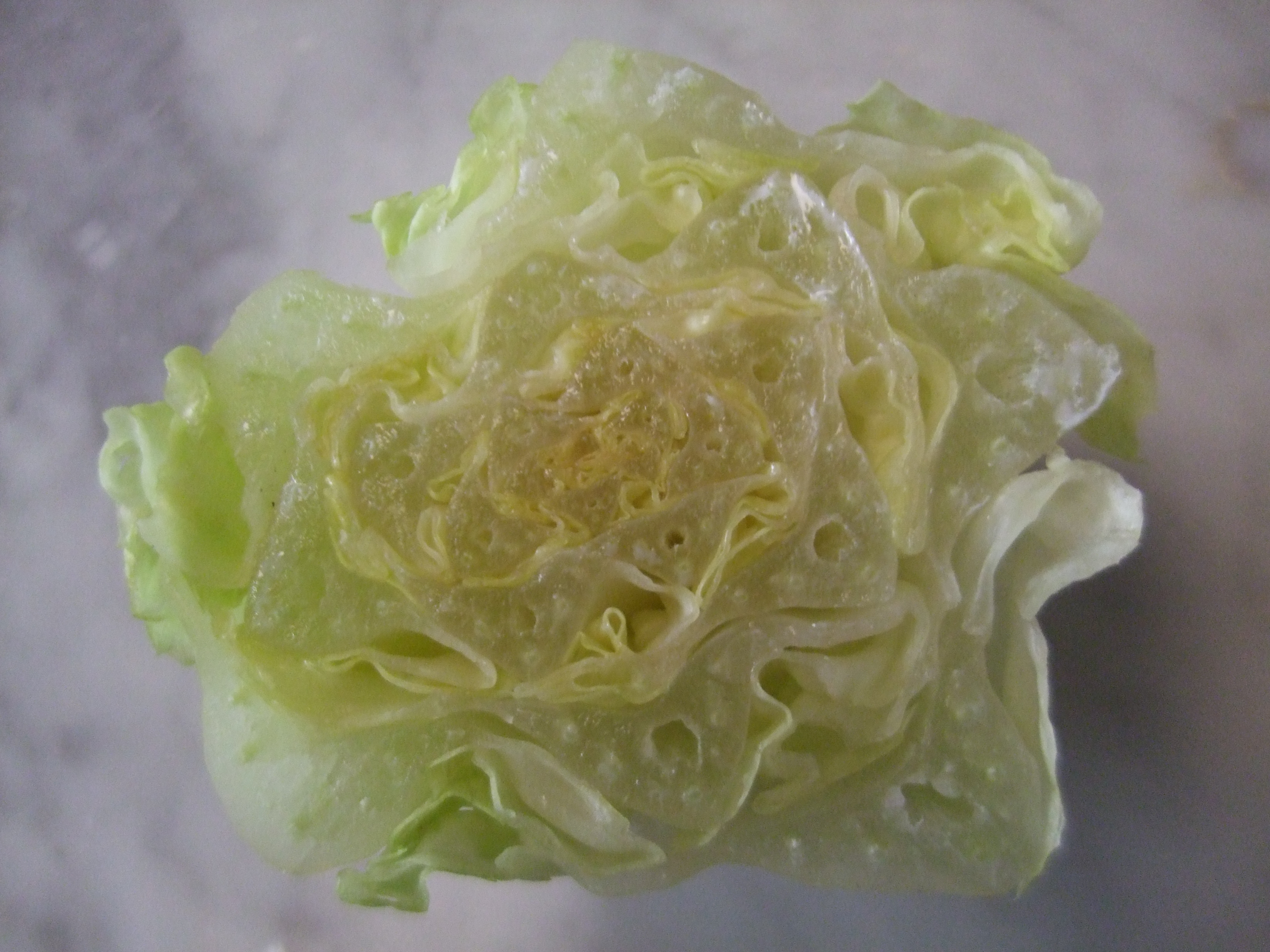
Alface romana em corte transversal.

Alface-romana (Lactuca sativa var… longifolia), é uma variedade de Alface de tamanho grande e de folhas resistentes com um talo firme no centro. Ao contrário da maioria das espécies de alface, a romana é tolerante ao calor. Este tipo de alface se originou na ilha grega de Cos. O dia 22 do sétimo mês do antigo Calendário Republicano Francês é dedicado à alface-romana. 
As alfaces-romanas também são conhecidas por: orelha-de-mula, loura-das-hortas e balão.

## Na cozinha
Nos talos mais grossos que geralmente estão presentes nas folhas mais velhas no lado exterior da alface, há um líquido viscoso que lhe dá um gosto amargo. A alface-romana é habitualmente usada num prato chamado Salada de César. A alface é um alimento comum no Médio Oriente.

## Uso religioso
A alface-romana é usada no Sêder de Pessach como um tipo de erva amarga, para simbolizar os tempos amargos impostos pelos Egípcios, em que os Israelitas foram escravos no Egito.

## Nutrição
Tal como acontece com as outras verduras de folhas verdes escuras, a alface-romana é rica em Antioxidantes, com propriedades anti-cancerígenas (ou seja, que ajudam na prevenção do cancro). De acordo com o almanaque Old Farmer's de 2011, as substâncias contidas nas folhas verdes escuras (elevada concentração de clorofila), presente na alface-romana, podem reduzir as possibilidades de Câncer de cólon e Fígado.